# كاميرون سميث (لاعب دوري الرغبي)
كاميرون سميث (بالإنجليزية: Cameron Smith)‏ هو لاعب دوري الرغبي أسترالي، ولد في 18 يونيو 1983 في بريزبان في أستراليا.

## روابط خارجية
- كاميرون سميث على موقع إي آس بي آن كريك إنفو (الإنجليزية)